# Tensoranalysis
Die Tensoranalysis oder Tensoranalyse ist ein Teilgebiet der Differentialgeometrie beziehungsweise der Differentialtopologie. Sie verallgemeinert die Vektoranalysis. Zum Beispiel kann der Differentialoperator Rotation in diesem Kontext auf n Dimensionen verallgemeinert werden. Zentrale Objekte der Tensoranalysis sind Tensorfelder. Es wird untersucht, wie Differentialoperatoren auf diesen Feldern wirken.

## Überblick
Der Tensorkalkül wurde Anfang des 20. Jahrhunderts insbesondere von Gregorio Ricci-Curbastro und seinem Schüler Tullio Levi-Civita entwickelt und die zentralen Objekte dieses Kalküls waren die Tensoren. Aus diesem Tensorkalkül, der auch Ricci-Kalkül genannt wird, entstand die heutige Tensoranalysis, die ein Teilgebiet der Differentialgeometrie ist.
Durch Albert Einstein, für dessen Relativitätstheorie der Tensorkalkül grundlegend war, erreichte der Kalkül große Bekanntheit. Die Objekte, die damals als Tensoren bezeichnet wurden, heißen heute Tensorfelder und werden in der Tensoranalysis auf ihre analytischen Eigenschaften untersucht. Unpräzise und in moderner Terminologie formuliert sind Tensorfelder Funktionen, die jedem Punkt einen Tensor zuordnen.
Tensor meint in diesem Fall ein rein algebraisches Objekt. Der Begriff des Tensors hat also im Laufe der Zeit eine Wandlung erfahren, jedoch spricht man auch heute noch bei Tensorfeldern meistens (jedoch unpräzise) von Tensoren. Da allerdings im Bereich der Differentialgeometrie beziehungsweise der Tensoranalysis nur Tensorfelder und keine „richtigen“ Tensoren betrachtet werden, ist die Verwechslungsgefahr bei dieser Begriffsbildung gering.
Wie schon angesprochen werden Tensorfelder auf ihre analytischen Eigenschaften untersucht, insbesondere ist es möglich, diese in einer gewissen Weise abzuleiten beziehungsweise zu differenzieren. Dabei wird untersucht, welche Eigenschaften die entsprechenden Differentialoperatoren aufweisen und wie sich die Tensorfelder bezüglich der Differentiation verhalten. Insbesondere erhält man durch Differenzieren eines Tensorfeldes wieder ein Tensorfeld. Um diese wichtigen Tensorfelder überhaupt definieren zu können, muss zuerst das Tensorbündel erklärt werden. Dies ist ein bestimmtes Vektorbündel, das im Abschnitt Tensorbündel präzise definiert wird. Tensorfelder sind dann besondere glatte Abbildungen, die in dieses Vektorbündel hinein abbilden.
In der Tensoranalysis wird das Verhalten von geometrischen Differentialoperatoren auf Tensorfeldern untersucht. Ein wichtiges Beispiel für einen Differentialoperator ist die Äußere Ableitung auf den Differentialformen, denn die Differentialformen sind besondere Tensorfelder. Die Äußere Ableitung kann als Verallgemeinerung des totalen Differentials (für Differentialformen) verstanden werden. Mit ihrer Hilfe können die aus der Vektoranalysis bekannten Differentialoperatoren verallgemeinert werden. Auch die Tensorfelder selbst erhalten in der Tensoranalysis noch eine Verallgemeinerung: die Tensordichten. Mit ihrer Hilfe können Koordinatentransformationen in gekrümmten Räumen, den Mannigfaltigkeiten, vollzogen werden.

## Zentrale Definitionen

### Tensorbündel
Das (r,s)-Tensorbündel ist ein Vektorbündel, dessen Fasern (r,s)-Tensorräume {\displaystyle T_{s}^{r}(E)} über einem Vektorraum {\displaystyle E} sind. Sei also {\displaystyle M} eine differenzierbare Mannigfaltigkeit und {\displaystyle \pi \colon TM\to M} das Tangentialbündel mit den Fasern {\displaystyle T_{p}M=\pi ^{-1}(p)} am Punkt {\displaystyle p\in M}. Die Räume {\displaystyle T_{p}M} sind also insbesondere Vektorräume. Definiere
{\displaystyle T_{s}^{r}(TM)=\coprod _{p\in M}T_{s}^{r}(T_{p}M)=\bigcup _{p\in M}T_{s}^{r}(T_{p}M)\times \{p\}}
und {\displaystyle \pi _{s}^{r}\colon T_{s}^{r}(TM)\to M} durch {\displaystyle \pi _{s}^{r}(e)=p} mit {\displaystyle e\in T_{s}^{r}(T_{p}M)}. Das Symbol {\displaystyle \textstyle \coprod } heißt Koprodukt. In vielen Büchern wird {\displaystyle \times \{p\}} im Ausdruck ganz rechts unterschlagen. Für eine Untermannigfaltigkeit {\displaystyle A\subset M} ist das Tensorbündel definiert durch
{\displaystyle T_{s}^{r}(TM)|_{TA}=\coprod _{a\in A}T_{s}^{r}(T_{a}A)=\bigcup _{a\in A}T_{s}^{r}(T_{a}A)\times \{a\}.}
Die Menge {\displaystyle T_{s}^{r}(M):=T_{s}^{r}(TM)} beziehungsweise die Abbildung {\displaystyle \pi _{s}^{r}\colon T_{s}^{r}(TM)\to M} werden Vektorbündel von Tensoren kontravariant der Stufe r und kovariant der Stufe s genannt. Kurz spricht man auch von dem Tensorbündel. Ob mit dem oberen oder dem unteren Index die Kontravarianz beziehungsweise die Kovarianz bezeichnet wird, ist in der Literatur nicht einheitlich.

### Tensorfeld
Sei {\displaystyle M} eine differenzierbare Mannigfaltigkeit. Ein Tensorfeld vom Typ (r,s) ist ein glatter Schnitt im Tensorbündel {\displaystyle T_{s}^{r}(M)}. Ein Tensorfeld ist also ein glattes Feld {\displaystyle M\to T_{s}^{r}(M)}, welches jedem Punkt der Mannigfaltigkeit einen (r,s)-Tensor zuordnet. Die Menge der Tensorfelder wird oft mit {\displaystyle \Gamma ^{\infty }(T_{s}^{r}(M))} bezeichnet.

## Differentialoperatoren
Da ein Vektorbündel, insbesondere also auch ein Tensorbündel, die Struktur einer Mannigfaltigkeit trägt, kann man das Tensorfeld auch als glatte Abbildung zwischen glatten Mannigfaltigkeiten auffassen. Es ist daher möglich, diese Felder zu differenzieren. Differentialoperatoren, die auf glatten Abbildungen zwischen Mannigfaltigkeiten operieren, werden auch als geometrische Differentialoperatoren bezeichnet. Die im Folgenden aufgeführten Operatoren erfüllen die Bedingungen eines geometrischen Differentialoperators.
- Ein wichtiges Beispiel für einen Differentialoperator, der auf Tensorfeldern operiert, ist die kovariante Ableitung. Auf jeder glatten Mannigfaltigkeit existiert mindestens ein Zusammenhang, auf einer riemannschen Mannigfaltigkeit existiert sogar genau ein torsionsfreier und metrischer Zusammenhang, der sogenannte Levi-Civita-Zusammenhang. Dieser Zusammenhang induziert genau einen Zusammenhang {\displaystyle \nabla \colon \Gamma ^{\infty }(T_{s}^{r}(M))\to \Gamma ^{\infty }(T_{s}^{r+1}(M))} auf dem Tensorbündel, der auch kovariante Ableitung genannt wird. Ist die zugrundeliegende Mannigfaltigkeit riemannsch, so kann man mithilfe der kovarianten Ableitung den Divergenz-Differentialoperator durch

{\displaystyle \operatorname {div} (T):=\operatorname {Tr} (\xi \mapsto \nabla _{\xi }T)}
mit {\displaystyle T\in \Gamma ^{\infty }(T_{s}^{r}(M))} erklären.
- Auch der Laplace-Operator kann für Tensorfelder definiert werden, dieser wird dann auch verallgemeinerter Laplace-Operator genannt. Für die Definition dieses Operators gibt es unterschiedliche Möglichkeiten. Liegt eine riemannsche Mannigfaltigkeit zugrunde, so kann man ihn beispielsweise wieder mithilfe der kovarianten Ableitung durch

{\displaystyle \Delta T:=-\operatorname {Tr} _{g}\left(\nabla (\nabla T)\right)}
mit {\displaystyle T\in \Gamma ^{\infty }(T_{s}^{r}(M))} erklären. Die Abbildung {\displaystyle \operatorname {Tr} _{g}} ist dabei die Tensorverjüngung bezüglich der riemannschen Metrik {\displaystyle g}.
- Die Äußere Ableitung, die auf den Differentialformen operiert, ist ebenfalls ein geometrischer Differentialoperator.

### Lehrbücher (Einstieg)
- Heinz Schade, Klaus Neemann: Tensor Analysis. De Gruyter, 2018, ISBN 978-3-11-040426-5, doi:10.1515/9783110404265 (englisch).
- Wolfgang Werner: Vektoren und Tensoren als universelle Sprache in Physik und Technik 1: Tensoralgebra und Tensoranalysis. Springer Fachmedien Wiesbaden, Wiesbaden 2019, ISBN 978-3-658-25271-7, doi:10.1007/978-3-658-25272-4.
- Wolfgang Werner: Vektoren und Tensoren als universelle Sprache in Physik und Technik 2: Tensoren in Mathematik und Physik. Springer Fachmedien Wiesbaden, Wiesbaden 2019, ISBN 978-3-658-25279-3, doi:10.1007/978-3-658-25280-9.

### Monografien (Weiterführend)
- Ralph Abraham, Jerrold E. Marsden, Tudor Ratiu: Manifolds, Tensor Analysis, and Applications (= J. E. Marsden, L. Sirovich, F. John [Hrsg.]: Applied Mathematical Sciences. Band 75). Springer New York, New York, NY 1988, ISBN 978-1-4612-6990-8, doi:10.1007/978-1-4612-1029-0 (englisch).
- Antonio Galbis, Manuel Maestre: Vector Analysis Versus Vector Calculus (= Universitext). Springer US, Boston, MA 2012, ISBN 978-1-4614-2199-3, doi:10.1007/978-1-4614-2200-6 (englisch).
- Karl-Heinz Goldhorn, Hans-Peter Heinz, Margarita Kraus: Moderne mathematische Methoden der Physik – Band 1 (= Springer-Lehrbuch). Springer Berlin Heidelberg, Berlin, Heidelberg 2009, ISBN 978-3-540-88543-6, doi:10.1007/978-3-540-88544-3.
- Klaus Jänich: Vektoranalysis (= Springer-Lehrbuch). Springer Berlin Heidelberg, Berlin, Heidelberg 2005, ISBN 978-3-540-23741-9, doi:10.1007/b138936.
- J. A. Schouten: Der Ricci-Kalkül. Springer Berlin Heidelberg, Berlin, Heidelberg 1924, ISBN 978-3-642-51798-3, doi:10.1007/978-3-642-51838-6.

### Klassische Werke
- Franz Ollendorff: Die Welt der Vektoren. Springer-Verlag, Wien 1950.
- Hans Reichardt: Vorlesung über Vektor- und Tensorrechnung (= Hochschulbücher für Mathematik. Band 34). Deutscher Verlag der Wissenschaften, Berlin 1957.
- Weitere Bücher siehe auch die Einzelnachweise